# Абхазо-адизькі народи

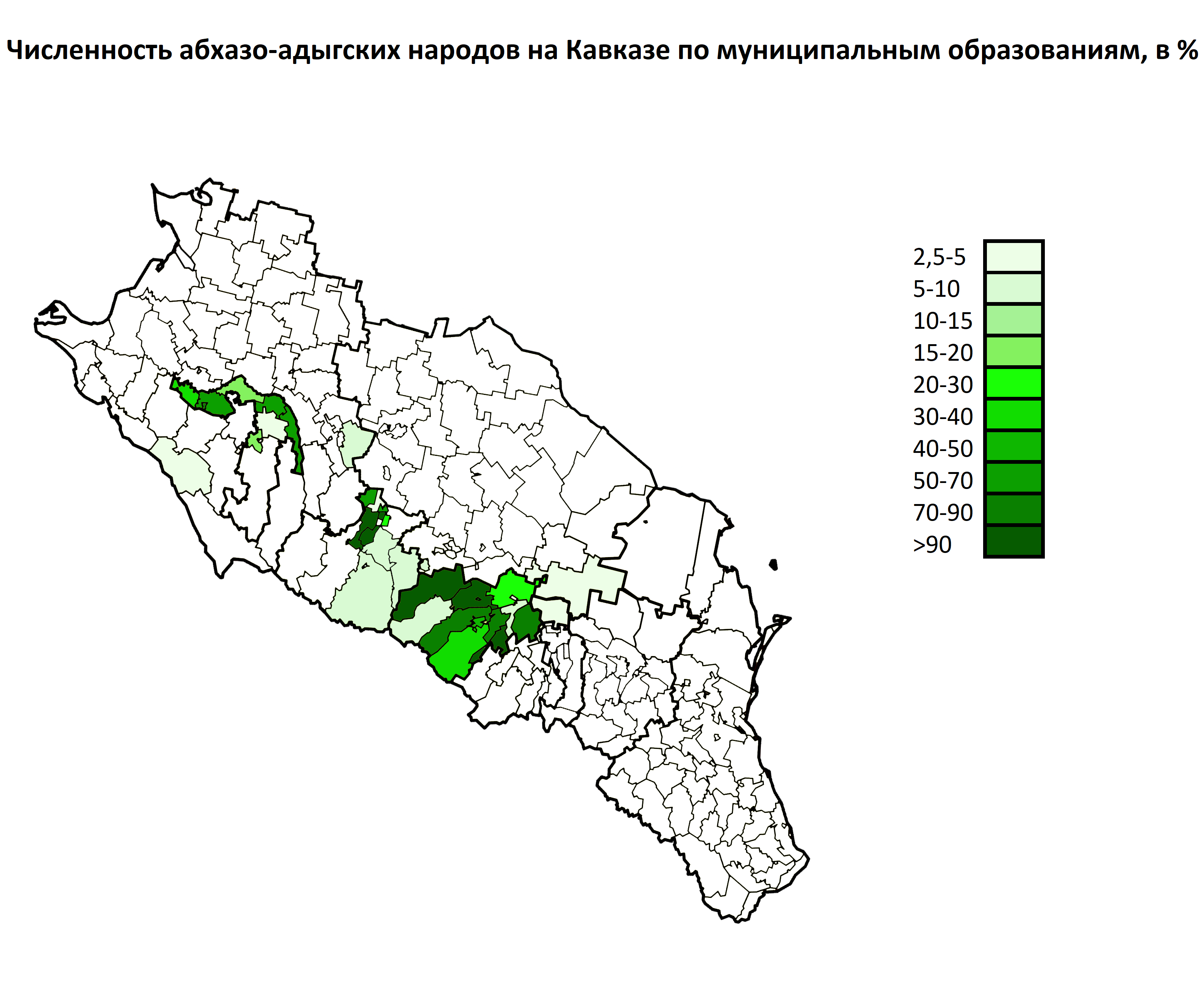
Чисельність адиго-абхазьких народів на Північному Кавказі з муніципальних утворень за даними перепису 2010 р.

Абхазо-адизькі народи - народи, що говорять мовами абхазо-адизької групи:
- адигейці;
- кабардинці;
- черкеси;
- шапсуги;
- абхази;
- абазини;
- убихи.

Ареал розселення - Північний Кавказ і Південний Кавказ, а також діаспори у різних країнах світу. Історично включала безліч близькоспоріднених племен (субетносів), розділених на три групи - адыги (черкеси), абхази і абази.
Згідно з численними археологічними та лінгвістичними даними та науковими гіпотезами, народи абхазо-адизької групи імовірно були споріднені з такими давніми народами (племенами), як хати, каски, меоти, абешла та інші.
Також включаються різними дослідниками в гіпотетичну сино-кавказьку макросім'ю мов. Однак слід враховувати, що вказана наукова гіпотеза ще не підтверджена більшістю лінгвістів.